# Rudolf Olbricht
Rudolf Olbricht (* 5. November 1887 in Osterwick/Münsterland; † 1967 in Dortmund), Pseudonym Rudolf Ollmann, war ein deutscher Schriftsteller.

## Leben
Rudolf Olbricht wurde auf Schloss Varlar geboren. Er absolvierte von 1905 bis 1908 eine Ausbildung im Lehrerseminar Herdecke und war anschließend als Volksschullehrer in Rahm tätig. Olbricht veröffentlichte einen Roman, Erzählungen, Biografien und Gedichte. Mit Die Feldwache (1939) wurde ein Werk in einer Heftreihe veröffentlicht, welche nach dem Willen des Verlegers Heinrich Mohn "dem gesunden Drang der Jugend zum Heroischen entgegenkommen" wollte.

## Werke
- Die Feldwache. Bertelsmann, Gütersloh 1939. Wurde in der Deutschen Demokratischen Republik auf die Liste der auszusondernden Literatur gesetzt.[3]
- Lebensbilder für unsere Jugend: Annette von Droste-Hülshoff. Ruhfus, Dortmund 1940.
- Blendwerk um das Teufelsfeuer. Bacmeister, Essen 1940.
- Robert Koch, der erste deutsche Mikrobenforscher. Dortmund 1946.